# Kościół Luzytański
Kościół Luzytański – ekstraprowincjonalny Kościół anglikański o statusie diecezji obejmujący swoją jurysdykcją Portugalię. Jedna z dwóch, obok diecezji Europy Kościoła Anglii, struktur anglikańskich w Portugalii.

## Historia
Początki Kościoła sięgają roku 1839, gdy w Lizbonie zaczęto celebrować anglikańską liturgię w języku portugalskim. Oficjalnie Kościół został powołany w roku 1880, gdy z inicjatywy katolickich księży i wiernych sprzeciwiających się postanowieniom Soboru watykańskiego I zebrał się synod. Synodowi przewodził Henrique Riley, anglikański biskup Meksyku.
W roku 1884 Kościół opublikował własną wersję Modlitewnika Powszechnego, którego liturgia charakteryzuje się wprowadzeniem elementów rytu mozarabskiego.
Status Kościoła ostatecznie potwierdzony został w 1980 roku. Ustalono, że będzie posiadać status ekstraprowincjalny w ramach Wspólnoty Anglikańskiej, podlegając bezpośrednio arcybiskupowi Canterbury jako metropolicie.

## Ekumenia
Kościół utrzymuje kontakty ekumeniczne z Kościołem Katolickim oraz Portugalskim Aliansem Ewangelicznym. Poza tym jest członkiem Wspólnoty Porvoo łączącej europejskich anglikanów i luteran.

## Organizacja
Kościół składa się z 14 parafii zorganizowanych w 2 archiprezbiteriaty. Północny z siedzibą w Porto i południowy w siedzibą w Lizbonie. Siedzibą biskupa jest katedra św. Pawła w Lizbonie. Obecnym biskupem od 2013 roku jest Jorge Pina Cabral, a biskupem seniorem Fernando da Luz Soares, który pełnił funkcję biskupa diecezjalnego od roku 1980.